# Världsmästerskapet i volleyboll för klubblag 2024 (damer)
Världsmästerskapet i volleyboll för klubblag 2024 var den 17:e upplagan av tävlingen, som spelades 17 till 22 december 2024 i Hangzhou, Kina. I turneringen, som organiseras av FIVB, deltog åtta klubblag. De hade, förutom värdlaget, kvalificerat sig genom att nå final i någon av de olika kontinentturneringarna för klubblag.. Imoco Volley vann tävlingen för tredje gången genom att besegra Tianjin i finalen. Isabelle Haak utsågs till mest värdefulla spelare medan Li Yingying var främsta poängvinnare med 104 bollpoäng.

## Regelverk

### Format
Tävlingen skedde i två faser, en gruppspelsfas följd av en slutspelsfas i cupformat..
- Gruppspelet skedde med två grupper om fyra lag. Alla lag mötte alla lag i sin grupp.
- De två första i varje grupp gick vidare till slutspel med semifinal, match om tredjepris och final. Alla möten bestämdes direkt genom en match.

### Metod för att bestämma tabellplacering
Om slutresultatet blev 3-0 eller 3-1 tilldelades 3 poäng till det vinnande laget och 0 till det förlorande laget, om slutresultatet blev 3-2 tilldelades 2 poäng till det vinnande laget och 1 till det förlorande laget.
Lagens position i respektive grupp bestämdes utifrån (i tur och ordning):
- Antal vunna matcher
- Poäng;
- Kvot vunna/förlorade set
- Kvot vunna/förlorade bollpoäng;
- Inbördes möten;
- Inbördes möten.

## Deltagande lag
| Lag                                          | Turnering                                                       |
| -------------------------------------------- | --------------------------------------------------------------- |
| Minas Tênis Clube                            | 1:a Campeonato Sudamericano de Clubes de Voleibol Femenino 2024 |
| Praia Clube                                  | 2:a Campeonato Sudamericano de Clubes de Voleibol Femenino 2024 |
| Tianjin                                      | Värdlag                                                         |
| Zamalek SC                                   | 1:a Women's African Club Championship 2024                      |
| NEC Red Rockets                              | 1:a Asian Women's Club Volleyball Championship 2024             |
| Imoco Volley                                 | 1:a i CEV Champions League 2023-24                              |
| Unione Sportiva Pro Victoria Pallavolo Monza | 2:a i CEV Champions League 2023-24                              |
| Ninh Bình VC                                 | 2:a Asian Women's Club Volleyball Championship 2024             |

## Turneringen

### Gruppspel
| Grupp A                                      | Grupp B         |
| -------------------------------------------- | --------------- |
| Minas Tênis Clube                            | Praia Clube     |
| Tianjin                                      | NEC Red Rockets |
| Zamalek SC                                   | Imoco Volley    |
| Unione Sportiva Pro Victoria Pallavolo Monza | Ninh Bình VC    |

#### Grupp A

##### Resultat
| 17 december 2024 Yellow Dragon Sports Center, Hangzhou Speltid: 1:04 - Åskådare: 451   | Minas Tênis Clube                            | 0 - 3 | Unione Sportiva Pro Victoria Pallavolo Monza | 17-25, 22-25, 25-27 |
| 17 december 2024 Yellow Dragon Sports Center, Hangzhou Speltid: 1:07 - Åskådare: 3 545 | Tianjin                                      | 3 - 0 | Zamalek SC                                   | 25-16, 25-18, 25-15 |
| 18 december 2024 Yellow Dragon Sports Center, Hangzhou Speltid: 1:10 - Åskådare: 265   | Minas Tênis Clube                            | 3 - 0 | Zamalek SC                                   | 25-17, 25-21, 25-14 |
| 18 december 2024 Yellow Dragon Sports Center, Hangzhou Speltid: 1:24 - Åskådare: 1 783 | Tianjin                                      | 3 - 0 | Unione Sportiva Pro Victoria Pallavolo Monza | 25-21, 25-22, 25-23 |
| 19 december 2024 Yellow Dragon Sports Center, Hangzhou Speltid: 0:58 - Åskådare: 479   | Unione Sportiva Pro Victoria Pallavolo Monza | 3 - 0 | Zamalek SC                                   | 25-9, 25-13, 25-18  |
| 20 december 2024 Yellow Dragon Sports Center, Hangzhou Speltid: 1:08 - Åskådare: 3 383 | Tianjin                                      | 3 - 0 | Minas Tênis Clube                            | 25-19, 25-22, 25-22 |

##### Sluttabell
| Pos. | Lag                                          | Pt | G | V | P | VS | FS | Kvot  | VP  | FP  | Kvot  |
| ---- | -------------------------------------------- | -- | - | - | - | -- | -- | ----- | --- | --- | ----- |
| 1.   | Tianjin                                      | 9  | 3 | 3 | 0 | 9  | 0  | MAX   | 225 | 178 | 1,264 |
| 2.   | Unione Sportiva Pro Victoria Pallavolo Monza | 6  | 3 | 2 | 1 | 6  | 3  | 2,000 | 218 | 179 | 1,218 |
| 3.   | Minas Tênis Clube                            | 3  | 3 | 1 | 2 | 3  | 6  | 0,500 | 202 | 204 | 0,990 |
| 4.   | Zamalek SC                                   | 0  | 3 | 0 | 3 | 0  | 9  | 0,000 | 141 | 225 | 0,627 |

      Kvalificerade för semifinal.

#### Grupp B

##### Resultat
| 17 december 2024 Yellow Dragon Sports Center, Hangzhou Speltid: 1:09 - Åskådare: 2 167 | Imoco Volley    | 3 - 0 | Praia Clube     | 25-20, 25-15, 25-15 |
| 17 december 2024 Yellow Dragon Sports Center, Hangzhou Speltid: 0:55 - Åskådare: 2 177 | NEC Red Rockets | 3 - 0 | Ninh Bình VC    | 25-18, 25-15, 25-13 |
| 18 december 2024 Yellow Dragon Sports Center, Hangzhou Speltid: 0:53 - Åskådare: 749   | Imoco Volley    | 3 - 0 | Ninh Bình VC    | 25-16, 25-8, 25-15  |
| 18 december 2024 Yellow Dragon Sports Center, Hangzhou Speltid: 1:06 - Åskådare: 305   | NEC Red Rockets | 0 - 3 | Praia Clube     | 17-25, 23-25, 16-25 |
| 19 december 2024 Yellow Dragon Sports Center, Hangzhou Speltid: 0:56 - Åskådare: 194   | Ninh Bình VC    | 0 - 3 | Praia Clube     | 15-25, 17-25, 12-25 |
| 20 december 2024 Yellow Dragon Sports Center, Hangzhou Speltid: 1:08 - Åskådare: 3 300 | Imoco Volley    | 3 - 0 | NEC Red Rockets | 25-21, 25-20, 25-19 |

##### Sluttabell
| Pos. | Lag             | Pt | G | V | P | VS | FS | Kvot  | VP  | FP  | Kvot  |
| ---- | --------------- | -- | - | - | - | -- | -- | ----- | --- | --- | ----- |
| 1.   | Imoco Volley    | 9  | 3 | 3 | 0 | 9  | 0  | MAX   | 225 | 149 | 1,510 |
| 2.   | Praia Clube     | 6  | 3 | 2 | 1 | 6  | 3  | 2,000 | 200 | 175 | 1,143 |
| 3.   | NEC Red Rockets | 3  | 3 | 1 | 2 | 3  | 6  | 0,500 | 191 | 196 | 0,974 |
| 4.   | Ninh Bình VC    | 0  | 3 | 0 | 3 | 0  | 9  | 0,000 | 129 | 225 | 0,573 |

      Kvalificerade för semifinal.

### Slutspelsrundan
|  | Semifinaler | Semifinaler                                  | Semifinaler |              |    | Final               | Final                                        | Final               |  |
|  |             |                                              |             |              |    |                     |                                              |                     |  |
|  | 1A          | Tianjin                                      | 3           |              |    |                     |                                              |                     |  |
|  | 1A          | Tianjin                                      | 3           |              |    |                     |                                              |                     |  |
|  | 2B          | Praia Clube                                  | 1           |              |    |                     |                                              |                     |  |
|  | 2B          | Praia Clube                                  | 1           |              | 1A | Tianjin             | 0                                            |                     |  |
|  |             |                                              |             |              | 1A | Tianjin             | 0                                            |                     |  |
|  |             |                                              | 1B          | Imoco Volley | 3  |                     |                                              |                     |  |
|  | 1B          | Imoco Volley                                 | 1B          | Imoco Volley | 3  | 3                   |                                              |                     |  |
|  | 1B          | Imoco Volley                                 |             |              |    | 3                   |                                              |                     |  |
|  | 2A          | Unione Sportiva Pro Victoria Pallavolo Monza | 0           |              |    | Match om tredjepris | Match om tredjepris                          | Match om tredjepris |  |
|  | 2A          | Unione Sportiva Pro Victoria Pallavolo Monza | 0           |              |    |                     |                                              |                     |  |
|  |             |                                              |             |              |    |                     |                                              |                     |  |
|  |             |                                              |             |              |    | 2B                  | Praia Clube                                  | 0                   |  |
|  |             |                                              |             |              |    | 2B                  | Praia Clube                                  | 0                   |  |
|  |             |                                              |             |              |    | 2A                  | Unione Sportiva Pro Victoria Pallavolo Monza | 3                   |  |

#### Semifinaler
| 21 december 2024 Yellow Dragon Sports Center, Hangzhou Speltid: 1:51 - Åskådare: 2 886 | Tianjin      | 3 - 1 | Praia Clube                                  | 25-23, 25-21, 24-26, 25-22 |
| 21 december 2024 Yellow Dragon Sports Center, Hangzhou Speltid: 1:09 - Åskådare: 5 559 | Imoco Volley | 3 - 0 | Unione Sportiva Pro Victoria Pallavolo Monza | 25-23, 25-14, 25-23        |

#### Match om tredjepris
| 22 december 2024 Yellow Dragon Sports Center, Hangzhou Speltid: 1:04 - Åskådare: 1 581 | Praia Clube | 0 - 3 | Unione Sportiva Pro Victoria Pallavolo Monza | 23-25, 16-25, 13-25 |

#### Final
| 22 december 2024 Yellow Dragon Sports Center, Hangzhou Speltid: 1:10 - Åskådare: 6 116 | Tianjin | 0 - 3 | Imoco Volley | 21-25, 15-25, 20-25 |

## Slutplaceringar
| Pos | Lag                                          |
| --- | -------------------------------------------- |
|     | Imoco Volley                                 |
|     | Tianjin                                      |
|     | Unione Sportiva Pro Victoria Pallavolo Monza |
| 4   | Praia Clube                                  |
| 5   | Minas Tênis Clube                            |
| 6   | NEC Red Rockets                              |
| 7   | Zamalek SC                                   |
| 8   | Ninh Bình VC                                 |

## Individuella utmärkelser
| Utmärkelse              | Namn          | Lag                                          |
| ----------------------- | ------------- | -------------------------------------------- |
| Mest värdefulla spelare | Isabelle Haak | Imoco Volley                                 |
| Bästa passare           | Joanna Wołosz | Imoco Volley                                 |
| Bästa högerspiker       | Isabelle Haak | Imoco Volley                                 |
| Bästa vänsterspiker     | Li Yingying   | Tianjin                                      |
| Bästa vänsterspiker     | Zhu Ting      | Imoco Volley                                 |
| Bästa center            | Hena Kurtagić | Unione Sportiva Pro Victoria Pallavolo Monza |
| Bästa center            | Sarah Fahr    | Imoco Volley                                 |
| Bästa libero            | Liu Liwen     | Tianjin                                      |

## Statistik
| Vunna poäng | Vunna poäng      | Vunna poäng | Vunna poäng                                  |
| Pos.        | Namn             | Poäng       | Lag                                          |
| ----------- | ---------------- | ----------- | -------------------------------------------- |
| 1           | Li Yingying      | 104         | Tianjin                                      |
| 2           | Paola Egonu      | 89          | Unione Sportiva Pro Victoria Pallavolo Monza |
| 3           | Isabelle Haak    | 68          | Imoco Volley                                 |
| 4           | Wang Yizhu       | 65          | Tianjin                                      |
| 5           | Sofja Kusnetsova | 64          | Praia Clube                                  |

| Vunna attacker | Vunna attacker   | Vunna attacker | Vunna attacker                               |
| Pos.           | Namn             | Poäng          | Lag                                          |
| -------------- | ---------------- | -------------- | -------------------------------------------- |
| 1              | Li Yingying      | 97             | Tianjin                                      |
| 2              | Paola Egonu      | 69             | Unione Sportiva Pro Victoria Pallavolo Monza |
| 3              | Wang Yizhu       | 59             | Tianjin                                      |
| 4              | Isabelle Haak    | 52             | Imoco Volley                                 |
| 5              | Sofja Kusnetsova | 51             | Praia Clube                                  |

| Vunna block | Vunna block       | Vunna block | Vunna block                                  |
| Pos.        | Namn              | Poäng       | Lag                                          |
| ----------- | ----------------- | ----------- | -------------------------------------------- |
| 1           | Hena Kurtagić     | 19          | Unione Sportiva Pro Victoria Pallavolo Monza |
| 2           | Adenízia da Silva | 13          | Praia Clube                                  |
| 2           | Paola Egonu       | 13          | Unione Sportiva Pro Victoria Pallavolo Monza |
| 2           | Irina Fetisova    | 13          | Tianjin                                      |
| 5           | Anna Danesi       | 10          | Unione Sportiva Pro Victoria Pallavolo Monza |
| 5           | Sarah Fahr        | 10          | Imoco Volley                                 |
| 5           | Wang Yuanyuan     | 10          | Tianjin                                      |

| Serveess | Serveess         | Serveess | Serveess                                     |
| Pos.     | Namn             | Poäng    | Lag                                          |
| -------- | ---------------- | -------- | -------------------------------------------- |
| 1        | Thaísa Menezes   | 9        | Minas Tênis Clube                            |
| 2        | Paola Egonu      | 7        | Unione Sportiva Pro Victoria Pallavolo Monza |
| 2        | Isabelle Haak    | 7        | Imoco Volley                                 |
| 4        | Héléna Cazaute   | 5        | Unione Sportiva Pro Victoria Pallavolo Monza |
| 4        | Sofja Kusnetsova | 5        | Praia Clube                                  |
| 4        | Alessia Orro     | 5        | Unione Sportiva Pro Victoria Pallavolo Monza |
| 4        | Nanami Seki      | 5        | Imoco Volley                                 |